# Mai Mercado
Mai Mercado, född Duedal Henriksen 20 augusti 1980 i Tønder, Danmark, är en dansk politiker (Det Konservative Folkeparti). Hon har suttit i Folketinget sedan 2011. Hon var barn- och socialminister 2016 till 2019 och därefter gruppledare för partiet i Folketinget fram till  2024.

## Privatliv och civil karriär
Mercado växte upp i Odense och Nørre Aaby. Hon tog cand.scient.pol.-examen från Syddansk universitet 2008. Hon arbetade som konsult i Energinet.dk 2008 til 2011 Hon har varit tillsammans med Nicolai Wammen, som då var socialdemokratisk borgmästare i Århus. Hon är idag gift med Christopher Mercado och tillsammans har de två barn.

## Politisk karriär
Mercado var 2001-2003 och åter 2004-2006 ordförande för Konservativ Ungdom i Odense och var även medlem av förbundets verkställande utskott 2003-2004. Hon satt i Odense kommuns fullmäktige (byråd) perioden 2006-2011. Hon var från 2007 partiets talesperson och 2009 till 2011 kommunens andra vice borgmästare. Hon lämnade fullmäktige 2013 då hon flyttade till Frederiksberg. Där blev hon samma år medlem av kommunstyrelsen för  Frederiksberg kommun.
Från februari 2010 och till 2013 var hon partiets folketingskandidat i Fåborgkretsen och därefter kandidat i alla Fyns storkrets valkretsar. Hon valdes in vid folketingsvalet 2011. Där blev hon 2014 partiets vice gruppledare. Den 28 november 2016 blev hon utnämnd till barn- och socialminister i regeringen Lars Løkke Rasmussen III. Efter att ha blivit minister valde hon, liksom andra nytillträdda konservativa ministrar, att ta ledigt från Folketinget, där 
Anders Johansson ersatte henne. Hon avgick som minister efter folketingsvalet 2019, då partiet förlorade regeringsmakten. Hon ledde därefter partiets grupp i folketinget fram till februari 2024.